# Wereldbekerkwalificatietoernooi schaatsen 2023/2024
Het wereldbekerkwalificatietoernooi schaatsen Nederland 2023/2024 werd van 27 tot en met 29 oktober 2023 gehouden in de overdekte ijsbaan Thialf in Heerenveen. De wedstrijd was de selectiewedstrijd voor de wereldbeker schaatsen 2023/2024. De top vijf op elke afstand wordt principe afgevaardigd naar de eerste vier wereldbekerwedstrijden in Obihiro, Beijing, Stavanger en Tomaszów.
Op alle individuele afstanden (500, 1000, 1500, 3000, 5000 en 10.000 meter) had Nederland op basis van het voorgaande seizoen vijf startplekken verdiend, bij zowel mannen als vrouwen. De massastart was van zondag naar vrijdag en zaterdag verplaatst zodat er op zondag ruimte in het programma voor de eerste editie van het NK ploegenachtervolging. De invulling van de wereldbekerploeg voor massastart, ploegenachtervolging en teamsprint wordt bepaald door de bondscoach Rintje Ritsma.

## Tijdschema
| Programma           |           | |
| Datum               | Aanvang   | Onderdelen |
| vrijdag 27 oktober  | 17.00 uur | 5000 meter mannen, 1e 500 meter mannen, 1500 meter vrouwen, 2e 500 meter mannen, massastart vrouwen                                             |
| zaterdag 28 oktober | 13.35 uur | 3000 meter vrouwen, 1e 500 meter vrouwen, 1500 meter mannen, 2e 500 meter vrouwen, massastart mannen                                            |
| zondag 29 oktober   | 12.55 uur | 10.000 meter mannen, 5000 meter vrouwen, 1000 meter vrouwen, 1000 meter mannen, NK ploegenachtervolging vrouwen, NK ploegenachtervolging mannen |

## Mannen

### 500 meter
| #  | Schaatser          | Ploeg                      | 1e omloop | 2e omloop | Beste tijd |
| -- | ------------------ | -------------------------- | --------- | --------- | ---------- |
| 1  | Merijn Scheperkamp | Team Jumbo-Visma           | 34,76     | 34,60     | 34,60      |
| 2  | Sebas Diniz        | Team IKO                   | 34,70     | 34,83     | 34,70      |
| 3  | Kai Verbij         | Team Jumbo-Visma           | 35,43     | 34,81     | 34,81      |
| 4  | Hein Otterspeer    | Team Reggeborgh            | 35,28     | 34,93     | 34,93      |
| 5  | Janno Botman       | Team Reggeborgh            | DQ        | 34,96     | 34,96      |
| 6  | Tim Prins          | Team Reggeborgh            | 35,04     | 35,11     | 35,04      |
| 6  | Jenning de Boo     | Team Reggeborgh            | 35,04     | 35,13     | 35,04      |
| 8  | Stefan Westenbroek | Team Reggeborgh            | 35,04     | 35,05     | 35,04      |
| 9  | Tijmen Snel        | Team Jumbo-Visma           | 35,13     | 35,25     | 35,13      |
| 10 | Armand Broos       | Team IKO                   | 35,40     | 35,21     | 35,21      |
| 11 | Joep Wennemars     | Team Jumbo-Visma           | 35,25     | 35,35     | 35,25      |
| 12 | Serge Yoro         | Team Jumbo-Visma           | 35,26     | 35,52     | 35,26      |
| 13 | Rem de Hair        | Gewest Friesland           | 35,26     | 35,92     | 35,26      |
| 14 | Jarle Gerrits      | Team Jumbo-Visma           | 35,30     | 35,52     | 35,30      |
| 15 | Dai Dai N'tab      | Team Jumbo-Visma           | 35,38     | 35,31     | 35,31      |
| 16 | Kayo Vos           | Team IKO                   | 35,36     | 35,66     | 35,36      |
| 17 | Louis Hollaar      | Team Reggeborgh            | 35,45     | NS        | 35,45      |
| 18 | Mika van Essen     | Gewest Friesland           | 35,63     | 35,48     | 35,48      |
| 19 | Mats van den Bos   | KNSB Talent Team Noordwest | 35,55     | 35,95     | 35,55      |
| 20 | Sven Kemp          | Gewest Friesland           | 35,56     | 35,98     | 35,56      |
| 21 | Mats Siemons       | Team Reggeborgh            | 35,60     | DQ        | 35,60      |
| 22 | Niels d'Huy        | Gewest Friesland           | 35,98     | 35,83     | 35,83      |
| 23 | Pim Stuij          | Gewest Friesland           | 36,12     | 35,95     | 35,95      |
| 24 | Gijs Esders        | Team IKO                   | 56,51     | NS        | 56,51      |

### 1000 meter
| #  | Schaatser          | Ploeg                   | Tijd    |
| -- | ------------------ | ----------------------- | ------- |
| 1  | Tim Prins          | Team Reggeborgh         | 1.07,96 |
| 2  | Tijmen Snel        | Team Jumbo-Visma        | 1.08,09 |
| 3  | Kjeld Nuis         | Team Reggeborgh         | 1.08,11 |
| 4  | Jenning de Boo     | Team Reggeborgh         | 1.08,14 |
| 5  | Janno Botman       | Team Reggeborgh         | 1.08,20 |
| 6  | Hein Otterspeer    | Team Reggeborgh         | 1.08,28 |
| 7  | Wesly Dijs         | Team Reggeborgh         | 1.08,35 |
| 8  | Joep Wennemars     | Team Jumbo-Visma        | 1.08,44 |
| 9  | Louis Hollaar      | Team Reggeborgh         | 1.08,71 |
| 10 | Merijn Scheperkamp | Team Jumbo-Visma        | 1.08,77 |
| 11 | Thomas Krol        | Team Jumbo-Visma        | 1.09,00 |
| 12 | Serge Yoro         | Team Jumbo-Visma        | 1.09,21 |
| 13 | Mats Siemons       | Team Reggeborgh         | 1.09,31 |
| 14 | Jarle Gerrits      | Team Jumbo-Visma        | 1.10,03 |
| 15 | Rem de Hair        | Gewest Friesland        | 1.10,29 |
| 16 | Stefan Westenbroek | Team Reggeborgh         | 1.10,33 |
| 17 | Chris Fredriks     | Gewest Friesland        | 1.10,50 |
| 18 | Matthieu Hollaar   | Gewest Friesland        | 1.10,67 |
| 19 | Sebas Diniz        | Team IKO                | 1.10,94 |
| 20 | Thomas de Lange    | KNSB Talent Midden-Oost | 1.11,13 |
| 21 | Pim Stuij          | Gewest Friesland        | 1.11,54 |
| 22 | Kayo Vos           | Team IKO                | 1.11,74 |
|    | Kai Verbij         | Team Jumbo-Visma        | DNF     |
|    | Rinze-Bart de Glee | KNSB Talent Noord       | DNF     |

### 1500 meter
| #  | Schaatser          | Ploeg                   | Tijd    |
| -- | ------------------ | ----------------------- | ------- |
| 1  | Patrick Roest      | Team Reggeborgh         | 1.44,04 |
| 2  | Kjeld Nuis         | Team Reggeborgh         | 1.44,28 |
| 3  | Wesly Dijs         | Team Reggeborgh         | 1.44,58 |
| 4  | Thomas Krol        | Team Jumbo-Visma        | 1.44,77 |
| 5  | Louis Hollaar      | Team Reggeborgh         | 1.45,02 |
| 6  | Joep Wennemars     | Team Jumbo-Visma        | 1.45,17 |
| 7  | Tijmen Snel        | Team Jumbo-Visma        | 1.45,52 |
| 8  | Tim Prins          | Team Reggeborgh         | 1.45,64 |
| 9  | Bart Hoolwerf      | Team Reggeborgh         | 1.46,06 |
| 10 | Marcel Bosker      | Team Reggeborgh         | 1.46,16 |
| 11 | Remo Slotegraaf    | Team Reggeborgh         | 1.46,80 |
| 12 | Mats Siemons       | Team Reggeborgh         | 1.47,33 |
| 13 | Chris Huizinga     | Team Jumbo-Visma        | 1.47,44 |
| 14 | Jesse Speijers     | Team IKO                | 1.47,60 |
| 15 | Gert Wierda        | Team A-Ware             | 1.48,05 |
| 16 | Remco Stam         | Team Jumbo-Visma        | 1.48,13 |
| 17 | Lex Dijkstra       | Team Reggeborgh         | 1.48,15 |
| 18 | Yves Vergeer       | Team Okay Interfarms    | 1.48,20 |
| 19 | Thomas de Lange    | KNSB Talent Midden-Oost | 1.48,34 |
| 20 | Stijn van de Bunt  | Team IKO                | 1.49,30 |
| 21 | Jur Veenje         | Gewest Friesland        | 1.49,63 |
| 22 | Rinze Bart de Glee | KNSB Talent Noord       | 1.49,98 |
| 23 | Ties van Seumeren  | KNSB Talent Noordwest   | 1.51,17 |
| 24 | Mika Kolder        | KNSB Talent Noord       | 1.52,02 |

### 5000 meter
| #  | Schaatser                 | Ploeg                        | Tijd    |
| -- | ------------------------- | ---------------------------- | ------- |
| 1  | Patrick Roest             | Team Reggeborgh              | 6.11,40 |
| 2  | Chris Huizinga            | Team Jumbo-Visma             | 6.16,33 |
| 3  | Jesse Spijers             | Team IKO                     | 6.16,46 |
| 4  | Marwin Talsma             | Team FrySk                   | 6.17,60 |
| 5  | Gert Wierda               | Team A-Ware                  | 6.17,75 |
| 6  | Marcel Bosker             | Team Reggeborgh              | 6.18,79 |
| 7  | Kars Jansman              | Team Jumbo-Visma             | 6.19,90 |
| 8  | Remco Stam                | Team Jumbo-Visma             | 6.20,38 |
| 9  | Beau Snellink             | Team Jumbo-Visma             | 6.20,47 |
| 10 | Jorrit Bergsma            | Team Jumbo-Visma             | 6.21,36 |
| 11 | Sjoerd den Hertog         | Team Albert Heijn Zaanlander | 6.24,55 |
| 12 | Mats Stoltenborg          | Team Jumbo-Visma             | 6.25,42 |
| 13 | Remo Slotegraaf           | Team Reggeborgh              | 6.25,44 |
| 14 | Colin James Duivenvoorden | Dutch Dream                  | 6.26,10 |
| 15 | Stijn van de Bunt         | Team IKO                     | 6.27,81 |
| 16 | Jordy Harink              | Team Albert Heijn Zaanlander | 6.27,92 |
| 17 | Bart Vreugdenhil          | TWS Partners                 | 6.28,18 |
| 18 | Lex Dijkstra              | Team Reggeborgh              | 6.31,64 |
| 19 | Evert Hoolwerf            | Team Reggeborgh              | 6.36,26 |
| 20 | Jasper Krommenhoek        | TalentNED                    | 6.38,90 |

### 10.000 meter
| #  | Schaatser         | Ploeg                        | Tijd     |
| -- | ----------------- | ---------------------------- | -------- |
| 1  | Patrick Roest     | Team Reggeborgh              | 12.49,89 |
| 2  | Jorrit Bergsma    | Team Jumbo-Visma             | 12.59,67 |
| 3  | Kars Jansman      | Team Jumbo-Visma             | 13.00,66 |
| 4  | Beau Snellink     | Team Jumbo-Visma             | 13.01,30 |
| 5  | Marwin Talsma     | Team FrySk                   | 13.02,80 |
| 6  | Remco Stam        | Team Jumbo-Visma             | 13.06,11 |
| 7  | Chris Huizinga    | Team Jumbo-Visma             | 13.10,85 |
| 8  | Sjoerd den Hertog | Team Albert Heijn Zaanlander | 13.13,42 |
| 9  | Mats Stoltenborg  | Team Jumbo-Visma             | 13.18,79 |
| 10 | Gert Wierda       | Team A-Ware                  | 13.18,82 |
| 11 | Jesse Spijers     | Team IKO                     | 13.31,58 |
| 12 | Remo Slotegraaf   | Team Reggeborgh              | 13.41,61 |

## Vrouwen

### 500 meter
| #  | Schaatser           | Ploeg                | 1e omloop    | 2e omloop  | Beste tijd |
| -- | ------------------- | -------------------- | ------------ | ---------- | ---------- |
| 1  | Femke Kok           | Team Reggeborgh      | 37,24 (1)    | 37,34 (1)  | 37,24      |
| 2  | Jutta Leerdam       | Team Jumbo-Visma     | 37,53 (2)    | 37,55 (2)  | 37,53      |
| 3  | Naomi Verkerk       | Team Novus           | 37,63 (3)    | 37,86 (5)  | 37,63      |
| 4  | Dione Voskamp       | Team Novus           | 37,70 (4)    | 37,78 (4)  | 37,70      |
| 5  | Marrit Fledderus    | Team Reggeborgh      | 37,85 (5)    | 37,76 (3)  | 37,76      |
| 6  | Michelle de Jong    | Team Reggeborgh      | 38,23 (7)    | 37,88 (6)  | 37,88      |
| 7  | Isabel Grevelt      | Gewest Friesland     | 38,22 (6)    | 38,17 (7)  | 38,17      |
| 8  | Anna Boersma        | Gewest Friesland     | 38,69 (14)   | 38,21 (8)  | 38,21      |
| 9  | Helga Drost         | Gewest Friesland     | 38,25(4) (8) | 38,40 (11) | 38,25(4)   |
| 10 | Chloé Hoogendoorn   | Team Jumbo-Visma     | 38,25(5) (9) | 38,33 (9)  | 38,25(5)   |
| 11 | Maud Lugters        | Gewest Friesland     | 38,39 (10)   | 38,37 (10) | 38,37      |
| 12 | Marit van Beijnum   | Gewest Friesland     | 38,41 (11)   | 38,78 (15) | 38,41      |
| 13 | Pien Hersman        | Team IKO             | 38,83 (16)   | 38,43 (12) | 38,43      |
| 14 | Pien Smit           | Gewest Friesland     | 38,52 (12)   | 38,58 (14) | 38,52      |
| 15 | Angel Daleman       |                      | 38,60 (13)   | 38,56 (13) | 38,56      |
| 16 | Sylke Kas           | Gewest Friesland     | 38,81 (15)   | 39,01 (17) | 38,81      |
| 17 | Sacha Van Der Weide | Gewest Friesland     | 39,05 (18)   | 39,00 (16) | 39,00      |
| 18 | Sanneke de Neeling  | Gewest Friesland     | 39,01 (17)   | 39,12 (18) | 39,01      |
| 19 | Yasmine Bouaziz     | Gewest Friesland     | 39,23 (19)   | 39,15 (19) | 39,15      |
| 20 | Myrthe de Boer      | Team Jumbo-Visma     | 39,40 (20)   | 39,26 (20) | 39,26      |
| 21 | Ju-Lin de Visser    | Team FrySk           | 39,58 (22)   | 39,43 (21) | 39,43      |
| 22 | Meike Veen          | TalentNED            | 39,45 (21)   | 39,78 (22) | 39,45      |
| 23 | Amber Duizendstraal | Team FrySk           | 39,58 (23)   | 40,14 (24) | 39,58      |
| 24 | Jillian Knook       | KNSB Talent Zuidwest | 39,65 (24)   | 39,85 (23) | 39,65      |
| 25 | Henny de Vries      |                      | 40,65 (25)   | 40,37 (25) | 40,37      |

### 1000 meter
| #  | Schaatser                 | Ploeg                        | Tijd    |
| -- | ------------------------- | ---------------------------- | ------- |
| 1  | Jutta Leerdam             | Team Jumbo-Visma             | 1.13,64 |
| 2  | Femke Kok                 | Team Reggeborgh              | 1.14,70 |
| 3  | Antoinette Rijpma-de Jong | Team Jumbo-Visma             | 1.14,87 |
| 4  | Marrit Fledderus          | Team Reggeborgh              | 1.14,93 |
| 5  | Helga Drost               | Gewest Friesland             | 1.15,28 |
| 6  | Naomi Verkerk             | Team Novus                   | 1.15,33 |
| 7  | Chloé Hoogendoorn         | Team Jumbo-Visma             | 1.15,41 |
| 8  | Isabel Grevelt            | Gewest Friesland             | 1.15,66 |
| 9  | Elisa Dul                 | Team Albert Heijn Zaanlander | 1.16,09 |
| 10 | Pien Smit                 | Gewest Friesland             | 1.16,37 |
| 11 | Gioya Lancee              | Team BDM-BTZ                 | 1.16,49 |
| 12 | Sanneke de Neeling        | Gewest Friesland             | 1.16,49 |
| 13 | Myrthe de Boer            | Team Jumbo-Visma             | 1.16,52 |
| 14 | Anna Boersma              | Gewest Friesland             | 1.16,64 |
| 15 | Maud Lugters              | Gewest Friesland             | 1.16,67 |
| 16 | Meike Veen                | TalentNED                    | 1.16,80 |
| 17 | Angel Daleman             |                              | 1.17,19 |
| 18 | Michelle de Jong          | Team Reggeborgh              | 1.17,34 |
| 19 | Sanne Westra              | KNSB Talent Team Noord       | 1.17,43 |
| 20 | Sylke Kas                 | Gewest Friesland             | 1.17,72 |
| 21 | Pien Hersman              | Team IKO                     | 1.18,17 |
| 22 | Lotte Groenen             | KNSB Talent Team Zuid        | 1.18,81 |
| 23 | Ju-Lin de Visser          | Team FrySk                   | 1.19,24 |
| 24 | Amber Duizendstraal       | Team FrySk                   | 1.20,17 |

### 1500 meter
| #  | Schaatser                 | Ploeg                        | Tijd    |
| -- | ------------------------- | ---------------------------- | ------- |
| 1  | Marijke Groenewoud        | Team Albert Heijn Zaanlander | 1.54,24 |
| 2  | Esther Kiel               | Team BDM-BTZ                 | 1.54,41 |
| 3  | Antoinette Rijpma-de Jong | Team Jumbo-Visma             | 1.55,50 |
| 4  | Joy Beune                 | Team IKO                     | 1.55,69 |
| 5  | Melissa Wijfje            | Team Albert Heijn Zaanlander | 1.56,01 |
| 6  | Elisa Dul                 | Team Albert Heijn Zaanlander | 1.56,06 |
| 7  | Angel Daleman             |                              | 1.56,70 |
| 8  | Irene Schouten            | Team Albert Heijn Zaanlander | 1.57,97 |
| 9  | Kim Talsma                | Team FrySk                   | 1.58,32 |
| 10 | Jade Groenewoud           | Team IKO                     | 1.58,59 |
| 11 | Myrthe de Boer            | Team Jumbo-Visma             | 1.58,90 |
| 12 | Gioya Lancee              | Team BDM-BTZ                 | 1.58,92 |
| 13 | Paulien Verhaar           | Team FrySk                   | 1.59,03 |
| 14 | Meike Veen                | TalentNED                    | 1.59,08 |
| 15 | Merel Conijn              | Team Jumbo-Visma             | 1.59,16 |
| 16 | Robin Groot               | Team IKO                     | 1.59,28 |
| 17 | Reina Anema               | Team Jumbo-Visma             | 1.59,67 |
| 18 | Chloé Hoogendoorn         | Team Jumbo-Visma             | 1.59,76 |
| 19 | Aveline Hijlkema          | Team FrySk                   | 1.59,77 |
| 20 | Sanneke de Neeling        | Gewest Friesland             | 2.00,79 |
| 21 | Ju-Lin de Visser          | Team FrySk                   | 2.01,68 |
| 22 | Sanne Westra              | KNSB Talent Team Noord       | 2.01,73 |
| 23 | Romée Ebbinge             | Gewest Friesland             | 2.02,94 |
| 24 | Naomi van der Werf        | Gewest Friesland             | 2.03,29 |

### 3000 meter
| #  | Schaatser                 | Ploeg                        | Tijd    |
| -- | ------------------------- | ---------------------------- | ------- |
| 1  | Irene Schouten            | Team Albert Heijn Zaanlander | 3.55,89 |
| 2  | Marijke Groenewoud        | Team Albert Heijn Zaanlander | 3.58,08 |
| 3  | Elisa Dul                 | Team Albert Heijn Zaanlander | 4.00,56 |
| 4  | Joy Beune                 | Team IKO                     | 4.01,69 |
| 5  | Sanne in 't Hof           | Gewest Friesland & Team Gold | 4.02,32 |
| 6  | Antoinette Rijpma-de Jong | Team Jumbo-Visma             | 4.02,41 |
| 7  | Esther Kiel               | Team BDM-BTZ                 | 4.03,04 |
| 8  | Melissa Wijfje            | Team Albert Heijn Zaanlander | 4.03,82 |
| 9  | Bente Kerkhoff            | Team Albert Heijn Zaanlander | 4.06,67 |
| 10 | Reina Anema               | Team Jumbo-Visma             | 4.08,33 |
| 11 | Merel Conijn              | Team Jumbo-Visma             | 4.09,03 |
| 12 | Esmee Visser              | Team IKO                     | 4.09,14 |
| 13 | Kim Talsma                | Team FrySk                   | 4.09,64 |
| 14 | Evelien Vijn              | Team Jumbo-Visma             | 4.11,34 |
| 15 | Jade Groenewoud           | Team IKO                     | 4.11,36 |
| 16 | Paulien Verhaar           | Team FrySk                   | 4.11,73 |
| 17 | Arianna Pruisscher        | Team Albert Heijn Zaanlander | 4.13,36 |
| 18 | Gioya Lancee              | Team BDM-BTZ                 | 4.13,94 |
| 19 | Eline Jansen              | Team van Ramshorst           | 4.14,14 |
| 20 | Aveline Hijlkema          | Team FrySk                   | 4.14,48 |

### 5000 meter
| #  | Schaatser          | Ploeg                        | Tijd    |
| -- | ------------------ | ---------------------------- | ------- |
| 1  | Irene Schouten     | Team Albert Heijn Zaanlander | 6.42,24 |
| 2  | Marijke Groenewoud | Team Albert Heijn Zaanlander | 6.50,77 |
| 3  | Sanne in 't Hof    | Gewest Friesland/Team Gold   | 6.52,11 |
| 4  | Esther Kiel        | Team BDM-BTZ                 | 6.59,63 |
| 5  | Elisa Dul          | Team Albert Heijn Zaanlander | 7.01,15 |
| 6  | Esmee Visser       | Team IKO                     | 7.04,24 |
| 7  | Arianna Pruisscher | Team Albert Heijn Zaanlander | 7.07,47 |
| 8  | Bente Kerkhoff     | Team Albert Heijn Zaanlander | 7.09,77 |
| 9  | Reina Anema        | Team Jumbo-Visma             | 7.11,03 |
| 10 | Merel Conijn       | Team Jumbo-Visma             | 7.15,11 |
| 11 | Evelien Vijn       | Team Jumbo-Visma             | 7.18,22 |
| 12 | Maaike Verweij     | Team Albert Heijn Zaanlander | 7.23,95 |

## NK Ploegenachtervolging

### Mannen
| #      | Ploeg                        | Schaatsers                                        | Tijd    |
| ------ | ---------------------------- | ------------------------------------------------- | ------- |
| Goud   | Team Reggeborgh              | Crispijn Ariëns Bart Hoolwerf Evert Hoolwerf      | 3.45,90 |
| Zilver | Team Albert Heijn Zaanlander | Tjerk de Boer Sjoerd den Hertog Gert Wierda       | 3.47,12 |
| Brons  | SKITS/Port of Amsterdam      | Roel Boek Simon de Smit Bart Vreugdenhil          | 3.51,24 |
| 4      | KNSB Talent Team Noord       | Sille Hut Mika Kolder Hidde Westra                | 3.52,29 |
| 5      | Team FrySk                   | Jornt Dijk Jesse de Lange Dyon Talsma             | 4.02,22 |
|        | TalentNED                    | Mats Bendijk Freek van der Ham Jasper Krommenhoek | DNF     |

### Vrouwen
| #      | Ploeg                        | Schaatsers                                        | Tijd    |
| ------ | ---------------------------- | ------------------------------------------------- | ------- |
| Goud   | Team Albert Heijn Zaanlander | Elisa Dul Marijke Groenewoud Irene Schouten       | 2.57,57 |
| Zilver | Team FrySk                   | Aveline Hijlkema Kim Talsma Paulien Verhaar       | 3.02,55 |
| Brons  | Team BDM-BTZ                 | Esther Kiel Gioya Lancee Elsemieke van Maaren     | 3.02,65 |
| 4      | KNSB Talent Team Noord       | Veerle van Koppen Sophie Kraaijeveld Sanne Westra | 3.06,45 |
| 5      | TalentNED                    | Lieke Hoogendoorn Isa Leroy Rosalie van Vliet     | 3.08,40 |
| 6      | KNSB Talent Team Zuidwest    | Jillian Knook Patricia Koot Susanne Prins         | 3.12,14 |
| 7      | Development Sprintteam Oost  | Janna Bolsius Sofie Bouw Tosca Mulder             | 3.14,56 |

2005/2006 · 
2006/2007–2014/2015 · 
2015/2016 · 
2016/2017 · 
2017/2018 · 
2018/2019 · 
2019/2020 · 
2020/2021 · 
2021/2022 · 
2022/2023 · 
2023/2024 · 
2024/2025